# 马尔法
马尔法（義大利語：Malfa），是意大利西西里大区墨西拿廣域市的一个市镇。总面积8平方公里，人口937人，人口密度117.1人/平方公里（2009年）。ISTAT代码为083043。